# Japansko judino drvo
Japansko judino drvo (Katsura, marioške suze, drvo Marioka; lat. Cercidiphyllum japonicum), vrsta listopadnog drveta, jednoga od dva u rodu Cercidiphyllum. vrsta je autohtona u Japanu i Kini

## Opis
Cercidiphyllum japonicum je stablo srednje veličine s listovima u obliku srca koji mijenjaju boju. Ovo Katsura drvo ima zeleno lišće bakrenih tonova koje u jesen poprima zapanjujuće nijanse žute, narančaste, ružičaste, ljubičaste i crvene boje i ispušta ukusan, karakterističan miris karamele. Kako se u proljeće pojavljuju novi listovi u obliku srca, oni se nadopunjuju malim, suptilnim cvjetovima. Kao dvodomna vrsta, drveće ima samo ženske ili samo muške cvjetove, koji se malo razlikuju u izgledu.
Katsura stablo naraste do 30 metara visine (često g;a čini nekoliko glavnih stabljika). Raste na većini tala. Odgovara mu sunce ili lagana sjena u blago zaštićenom položaju radi zaštite od kasnih mrazeva. Jesensko lišće može mirisati na karamelu baš kao što se mijenja boja, otuda drugi uobičajeni naziv 'Caramel tree'.
Drvo mu je cijenjeno i lagano, i koristi se za izradu namještaja
- C. japonicum, najveće stablo katsure.
- C. japonicum
- C. japonicum

## Sinonimi
- Cercidiphyllum japonicum f. pendulum (Miyoshi ex Makino & Nemoto) Ohwi; Fl. Jap.: 510 (1953)
- Cercidiphyllum japonicum f. piramidale V.V.Byalt & Firsov; Hortus Botanicus 11: 23 (2015)
- Cercidiphyllum japonicum var. pendulum Miyoshi ex Makino & Nemoto; Fl. Japan, ed. 2: 307 (1931)
- Cercidiphyllum japonicum var. sinense Rehder & E.H.Wilson; Sarg., Pl. Wilson. 1(3): 316 (1913)
- Cercidiphyllum magnificum f. pendulum (Miyoshi ex Makino & Nemoto) Spongberg; J. Arnold Arbor. 60(3): 376 (1979)
- Cercidiphyllum ovale Maxim.; Bull. Acad. Imp. Sci. St. Petersb. 17: 144 (1872)